# جنت جکسون: دوباره با هم
دوباره با هم (انگلیسی: Together Again) دهمین تور کنسرت خوانندۀ آمریکایی جنت جکسون است. تور در آمریکای شمالی در ۱۲ دسامبر ۲۰۲۲ از طریق رسانه‌های اجتماعی جنت اعلام شد و در ۱۴ آوریل ۲۰۲۳ در هالیوود، فلوریدا آغاز شد و قرار است در سیاتل در ۲۱ ژوئن ۲۰۲۳ به‌پایان برسد. نام این تور از موفقیت بین‌المللی جکسون گرفته شده؛ تک‌آهنگی از آلبوم طناب مخملی.